# Верка Сердючка
Верка Сердючка (истински имена Андрий Михайлович Данилко) е украински певец, актьор и драг кралица.

## Биография
Роден е в Полтава, Украинска ССР, СССР на 2 октомври 1973 г.
От 1998 г. Андрий Данилко се изявява като драг кралица с артистичния псевдоним Верка Сердючка. Пее песни на суржик, което е смесен украинско-руски език.
През 2007 г. заема 2-ро място на конкурса Евровизия 2007. На 24 август 2008 г. Виктор Юшченко – бившият президент на Украйна, присъжда на Данилко званието народен артист на Украйна (укр.: народний артист України).

## Дискография

### Албуми
- 1998 – Я рождена для любви
- 2002 – Гоп-гоп
- 2003 – Чита дрита
- 2003 – Ха-ра-шо
- 2004 – Жениха хотела
- 2005 – (Інструментальний альбом Андрія Данилко)
- 2006 – Новые песни Верки Сердючки
- 2006 – Тралі-Валі
- 2007 – Dancing Europe
- 2008 – DoReMi DoReDo

### Кино
1. 2002 – „Вечори на хуторі біля Диканьки“ – сільська самогонниця
2. 2002 – „Попелюшка“ – Брунгільда
3. 2003 – „Божевільний день або одруження Фігаро“ – паж Керубіно
4. 2003 – „Снігова королева“ – шаманка Ксенія
5. 2004 – „За двома зайцями“ – Світлана Марківна, маніяк Антон
6. 2005 – „Сорочинський ярмарок“ – Хівря
7. 2005 – „Три мушкетери“ – Мадам Рішельє
8. 2006 – „1-ви Швидкий“ – Вєрка Сердючка
9. 2006 – „Пригоди Вєрки Сердючки“ – Вєрка Сердючка
10. 2007 – „Дуже новорічне кіно, або ніч у музеї“ (реж. Р. Бутовський, Г. Скоморовський) – Привид
11. 2010 – „Морозко“ – Мачуха
12. 2011 – „Нові пригоди Аладдіна“ – Джина